# Атлантичний білобокий дельфін
Атлантичний білобокий дельфін (лат. Lagenorhynchus acutus) — вид родини дельфінових, що мешкає в холодних і помірних широтах північної частини Атлантичного океану.

## Відмінності
Величина атлантичного білобокого дельфіна становить максимум 2,8 м у самців і 2,5 м у самок. Цей вид дещо більший, ніж більшість інших видів дельфінів. Його вага становить 200—230 кг. Основною відмінністю атлантичного білобокого дельфіна є велика біла або жовта пляма, що починається по обидві сторони від спинного плавця і тягнеться вздовж усього тіла. Нижня сторона голови, горло і живіт цих тварин пофарбовані в білий колір, а плавці і спина — в чорний.
Самки досягають статевої зрілості у віці від шести до дванадцяти років, самці — у віці від семи до одинадцяти років. Тривалість вагітності становить одинадцять місяців, після народження дитинча вигодовується молоком півтора року. Самці живуть в середньому до 22 років, самки до 27 років.

## Поведінка
Атлантичні білобокі дельфіни утворюють групи, величина яких варіює залежно від середовища проживання. Поблизу Ньюфаундленду групи складають близько 60 особин, у той час як у берегів Ісландії вони значно менші. По аналізах вмісту шлунків було встановлено, що основною їжею цих тварин є скумбрія і оселедець, а також колеоідеї. Цей вид дуже акробатичний і грайливий, він не боїться наближатися до човнів, проте трохи обережніший, ніж звичайний дельфін і біломордий дельфін.

## Поширення

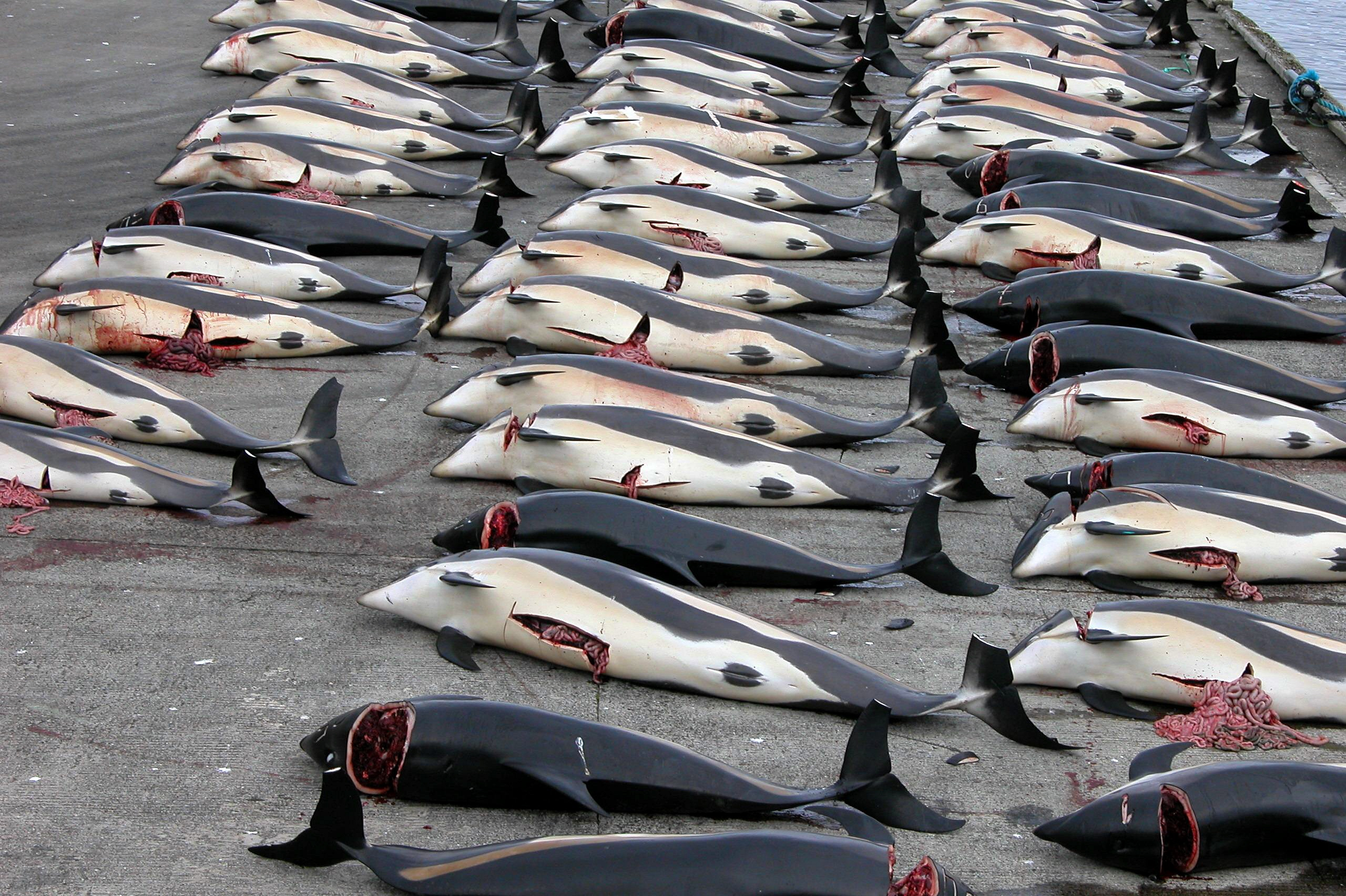
Убиті білобокі дельфіни на Фарерських островах

Атлантичний білобокий дельфін мешкає виключно в північній частині Атлантичного океану. Він зустрічається біля берегів Ньюфаундленду і Кейп-Коду, а також у регіоні між Великою Британією, Ісландією, Гренландією і Норвегією. Його популяції живуть і в Північному морі. На сьогоднішній день чисельність цього виду оцінюється в 200—300 тисяч особин.

## Загрози і захист
На атлантичного білобокого дельфіна раніше велася комерційне полювання по всьому ареалу його поширення, сьогодні на цих тварин полюють тільки поблизу Фарерських островів. У рік добувається близько 1000 особин, що не становить загрози для виживання виду.